# Anaurus flavimanus
Genre
Synonymes
- Petrunkevitchium Strand, 1929

Espèce
Anaurus flavimanus, unique représentant du genre Anaurus, est une espèce d'araignées aranéomorphes de la famille des Salticidae.

## Distribution
Cette espèce est endémique du Brésil.

## Description
La femelle holotype mesure 5,5 mm.

## Publication originale
- Simon, 1900 : Descriptions d'arachnides nouveaux de la famille des Attidae. Annales de la Société Entomologique de Belgique, vol. 44, p. 381-407 (texte intégral).